# رالی قهرمانی جهان
رالی قهرمانی جهان که به اختصار دبلیوآرسی نامیده میشود بالاترین سطح رقابت بین‌الملی رالی است که هرساله توسط فدراسیون بین‌المللی اتومبیل‌رانی برگزار می‌شود. هر فصل این مسابقات میزبان ۱۴ رویداد رالی است که هرکدام در کشور های مختلفی برگزار می‌شود و عناوین قهرمانی جداگانه به رانندگان، کمک‌رانندگان و سازندگان اعطا می‌شود
این مسابقات از سال ۱۹۷۳ همواره برگزار شده است و بعد از سری مسابقات فرمول یک قدیمی ترین مسابقه در سری مسابقات ورزش های موتوری است.
در کنار رقابت های اصلی رالی، دو سری پشتیبان نیز در هر رویداد حضور دارد رالی قهرمانی جهان ۲ و رالی قهرمانی جهان ۳ در تمامی رویداد های فصل حضور دارند و مسابقات رالی قهرمانی نوجوانان جهان نیز در چند رویداد منتخب حضور پیدا می‌کند.
یک فصل رالی قهرمانی جهان معمولاً شامل ۱۴ رویداد رالی سه تا چهار روزه است که بر روی سطوح مختلف از شن و آسفالت تا برف و یخ در رالی سوئد برگزار می شود.  هر رالی معمولاً به 15 تا 25 مرحله ویژه تقسیم می شود که بدون در نظر گرفتن ساعت تا ۳۵۰ کیلومتر (۲۲۰ مایل) جاده های بسته برگزار می شود.

## مسابقات قهرمانی

### قهرمانی رالی جهان برای سازندگان
تمامی سازندگان حاضر در مسابقات باید حضور خود را در مسابقات ثبت کنند تا واجد شرایط کسب امتیاز در مسابقات قهرمانی رالی جهانی برای سازندگان باشند، همچنین باید در هر رالی فصل با خودروهای مطابق مشخصات فنی گروه رالی ۱ (خودرو رالی جهانی مابین سال‌های ۱۹۹۷ و ۲۰۲۵) رقابت کنند.

### قهرمانی رالی جهان برای رانندگان و کمک رانندگان
هر ترکیبی از راننده و نقشه‌خوان که وارد یک رویداد رالی می‌شود، واجد شرایط کسب امتیاز در مسابقات قهرمانی رالی جهانی برای رانندگان و کمک‌رانندگان است.  اگرچه کمک رانندگان مجاز به رانندگی در هر سری مسابقات از رالی هستند، البته آنها تنها در شرایط "اظطراری" مجاز به انجام این کار و حضور همزمان در دو یا چند سری مسابقه هستند.

### مسابقات پشتیبان
مسابقات رالی قهرمانی جهان دارای چند مسابقات قهرمانی پشتیبانی به نام های رالی قهرمانی جهان ۲ و رالی قهرمانی جهان ۳ است.  این مسابقات قهرمانی در همان رویدادها و مراحل تقویم اصلی رالی قهرمانی جهان حضور پیدا می‌کنند اما محدودیت‌های شدیدتری در خودرو ذهاب خود برای حضور در این مسابقات دارند.

## خودرو‌ها

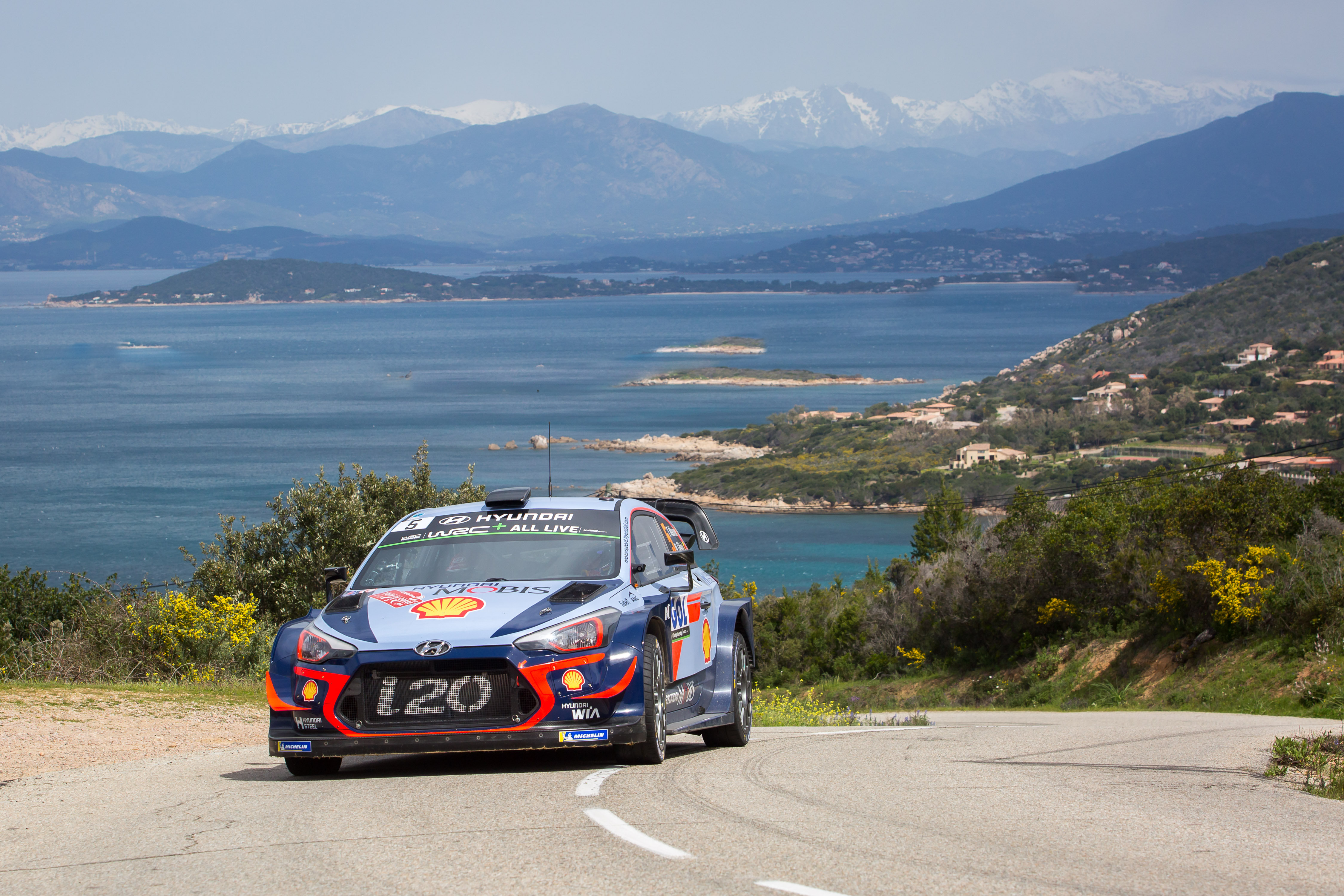
تیری نوویل و نیکلاس گیلسول در تور کورس ۲۰۱۸ با هیوندای آی۲۰ کوپه دبلیوآرسی

قوانین مربوط به استفاده از خودروها در رالی قهرمانی جهان توسط فدراسیون بین‌المللی اتومبیل‌رانی کنترل و تایید می شود.  از زمان شروع مسابقات رالی قهرمانی جهان، خودروها همیشه از یک قانون اساسی پیروی می کردند. 

### خودرو رالی جهانی، ۱.۶ لیتری
خودرو های کلاس رالی جهانی با مشخصات فنی موتور های 1.6 لیتری سوخت‌رسانی انژکتوری توربوشارژر و چهار چرخ محرک که بر پایه قوانین کلاس خودرو رالی جهانی ساخته شده بود همچنین این خودرو ها به ۲۸۰ کیلووات (۳۸۰ اسب بخار) به محدود می‌شدند.

### گروه های رالی
مسابقات رالی قهرمانی جهان شامل گروهی شش خودرو رالی است که واجد شرایط این مسابقات هستند.
- خودروهای گروه رالی۱ در سال 2022 معرفی شدند و به عنوان خودروی مجاز در مسابقات قهرمانی سازنده جایگزین خودرو رالی جهانی شدند.  پیشرانه های هیبریدی برای اولین بار در میان اقدامات انجام گرفته براب کاهش هزینه مانند ساختارهای ایمنی لوله ای توسعه یافته مرکزی و سیستم تعلیق و انتقال ساده تر معرفی شدند.

- خودروهای گروه رالی۲ ، که قبلاً با نام آر۵ از گروه آر بودند، دومین کلاس برتر مسابقات هستند و تنها واجد شرایط برای مسابقات رالی قهرمانی جهان ۲ هستند.

- اتومبیل‌های کیت رالی۲ که قبلاً با نام آر۴-کیت در گروه آر شناخته می‌شدند نیز واجد شرایط ورود در کلاس رالی قهرمانی جهان ۲ هستند. گروه رالی۲ و رالی۲-کیت در یک کلاس ورزشی قرار می‌گیرند.

- خودروهای گروه رالی۳ در سال ۲۰۲۱ معرفی شدند و از سال ۲۰۲۲ در کلاس رالی قهرمانی جهان ۳ مورد استفاده قرار گرفتند.

- خودروهای گروه رالی۴ که قبلاً با نام آر۲ از گروه ار شناخته می‌شدند، ای سری پشتیبانی خاصی ندارد.

- خودروهای گروه رالی۵ که قبلاً با نام آر۱ از گروه آر شناخته میشدند است، این مجموعه نیز مشابه رالی۴ قهرمانی پشتیبانی خاصی ندارند و در رالی های منطقه‌ای و کشوری برگزار می‌شوند.

### تایر ها
از دیدگاه تاریخی، برندهای متعددی از تایرها در اختیار رقبا قرار داده شده است. پیرلی از سال ۲۰۰۸ تا ۲۰۱۰ تامین کننده تایر برای کلاس برتر بود، پس از آن میشلن از سال ۲۰۱۹ تا ۲۰۲۰ و دوباره پیرلی از سال ۲۰۲۱ تا ۲۰۲۴ تأمین کننده تایر مسابقات بود. هانکوک تایر به عنوان تامین کننده انحصاری تایر از سال ۲۰۲۵ تا ۲۰۲۷ اعلام شده است.
تیم های رالی قهرمانی جهان از لاستیک های مختلف برای مسیر های بتن آسفالتی خشک و مرطوب، شن، برف و یخ با ناودانی یا بدون گل میخ استفاده می کنند، که درجه سختی متفاوت نیز در اختیار تیم ها قرار می‌گیرد است. همچنین برش دستی الگوی آج بر روی تایر ها مجاز نیست.
برای فصل ۲۰۲۳، تیم های حاضر در مسابقات رالی۱ حداکثر 28 دور از یک ست استفاده میکردند.

## رکورد و آمار ها

### سازندگان
21 سازنده مختلف برنده یک رویداد رالی قهرمانی جهانی شده اند: سیتروئن، فورد، لانچیا، تویوتا، پژو، سوبارو، فولکس واگن، میتسوبیشی، آئودی، فیات، هیوندای، داتسون/نیسان، اوپل، رنو، رنو-آلپاین، ساب، مزدا، بی‌ام‌و، مرسدس بنز، پورشه و تالبوت. همچنین 11 سازنده دیگر که حداقل یک بار روی سکو ایستادند: سیات، مینی، واکسول، آلفارومئو، ولوو، فراری، ام‌جی کارز، فیات پولسکی، اشکودا، تریومف و وارتبورگ.  لانچیا با ده قهرمانی در بخش سازندگان، بیش از هر کمپانی دیگری قهرمان این مسابقات شده است.

### قهرمانان

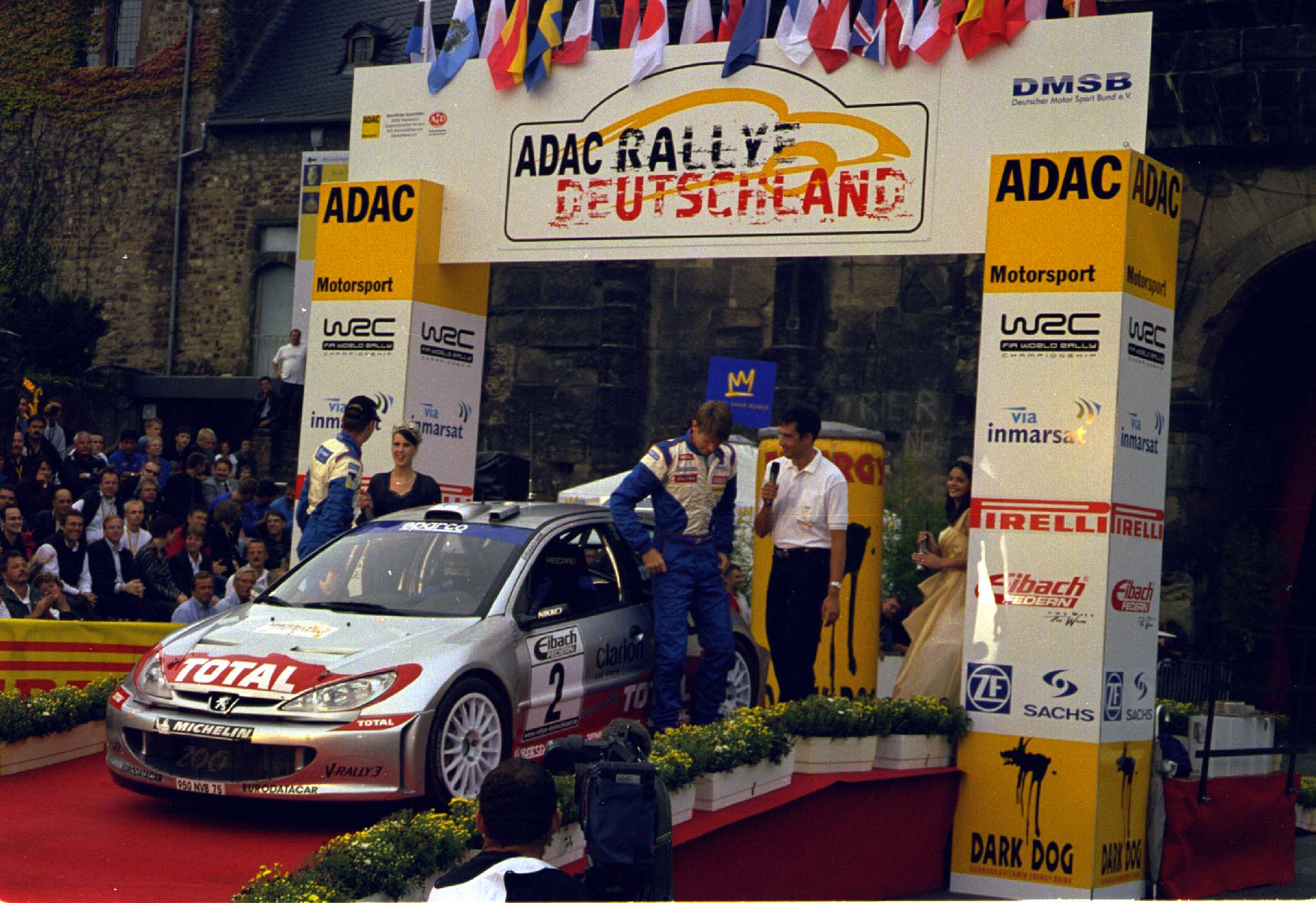
مارکوس گرونهولم در رالی آلمان سال ۲۰۰۲ با پژو ۲۰۶ دبلیوآرسی

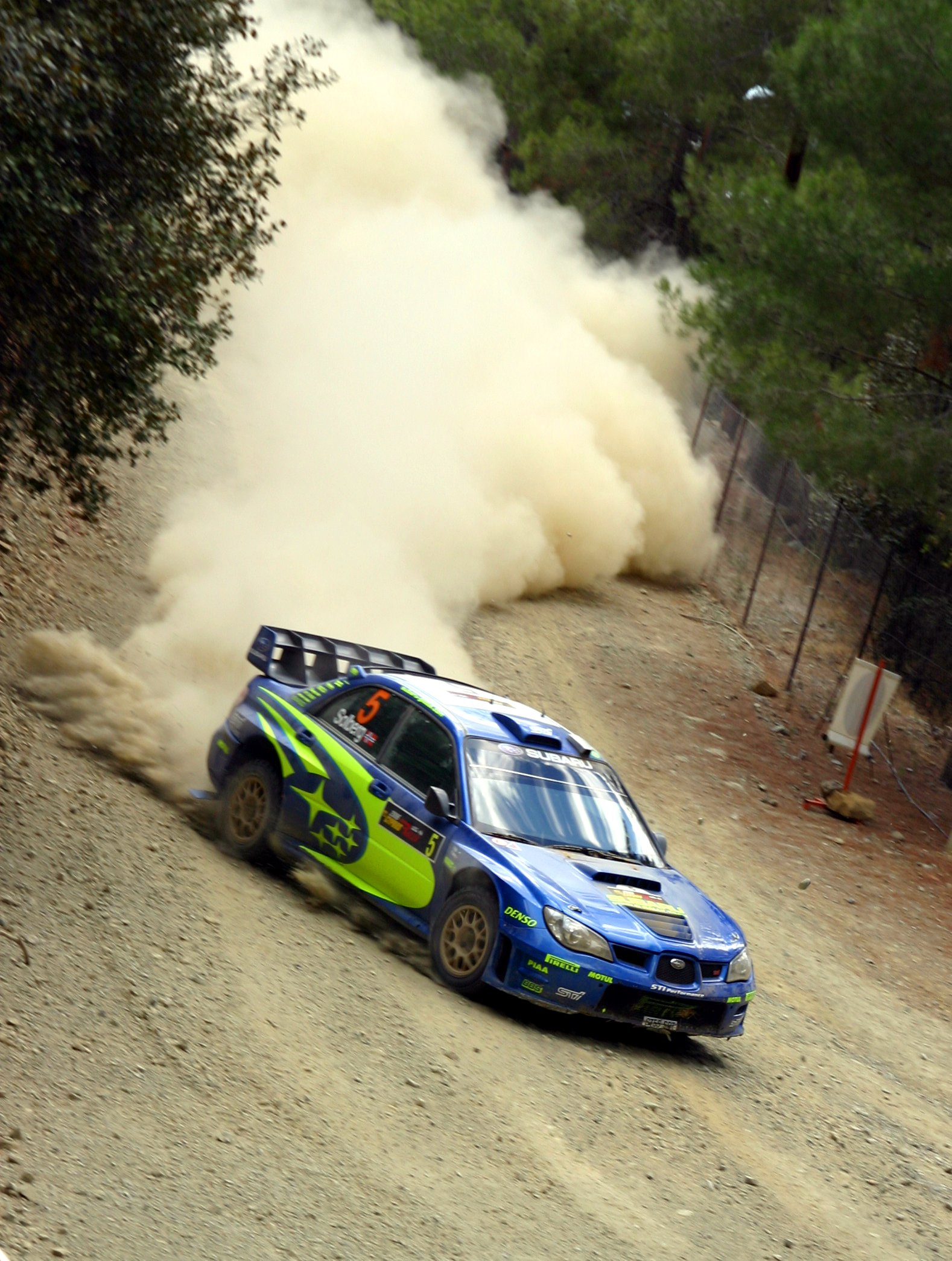
پیتر سولبرگ در رالی قبرس سال ۲۰۰۶

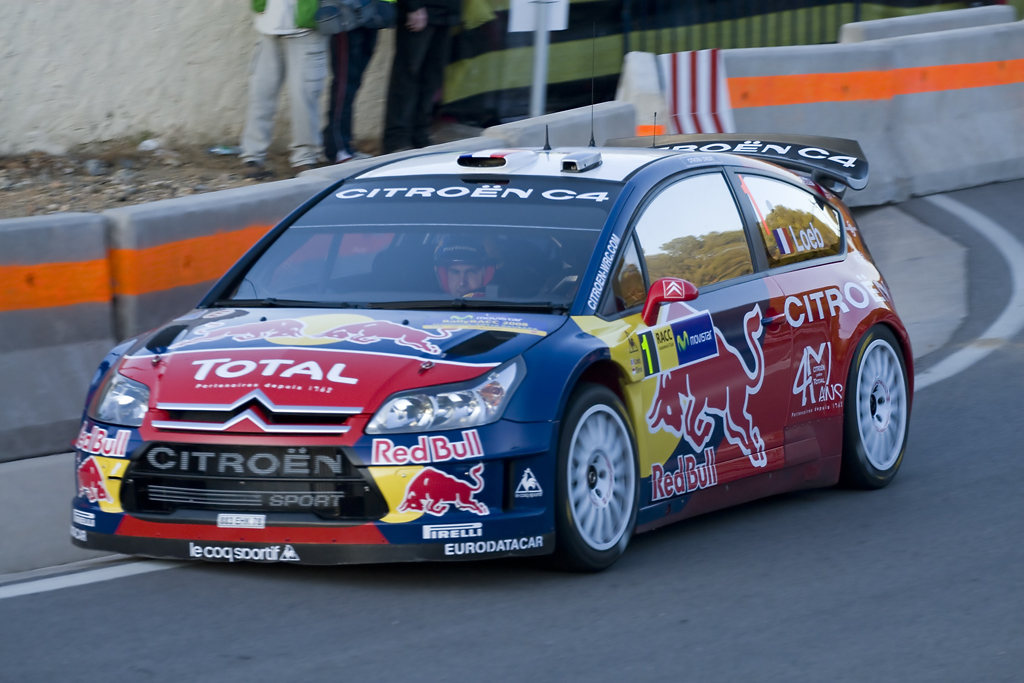
سباستین لوب در رالی کاتالونیا فصل ۲۰۰۸ با خودرو سیتروئن سی۴ دبلیوآرسی

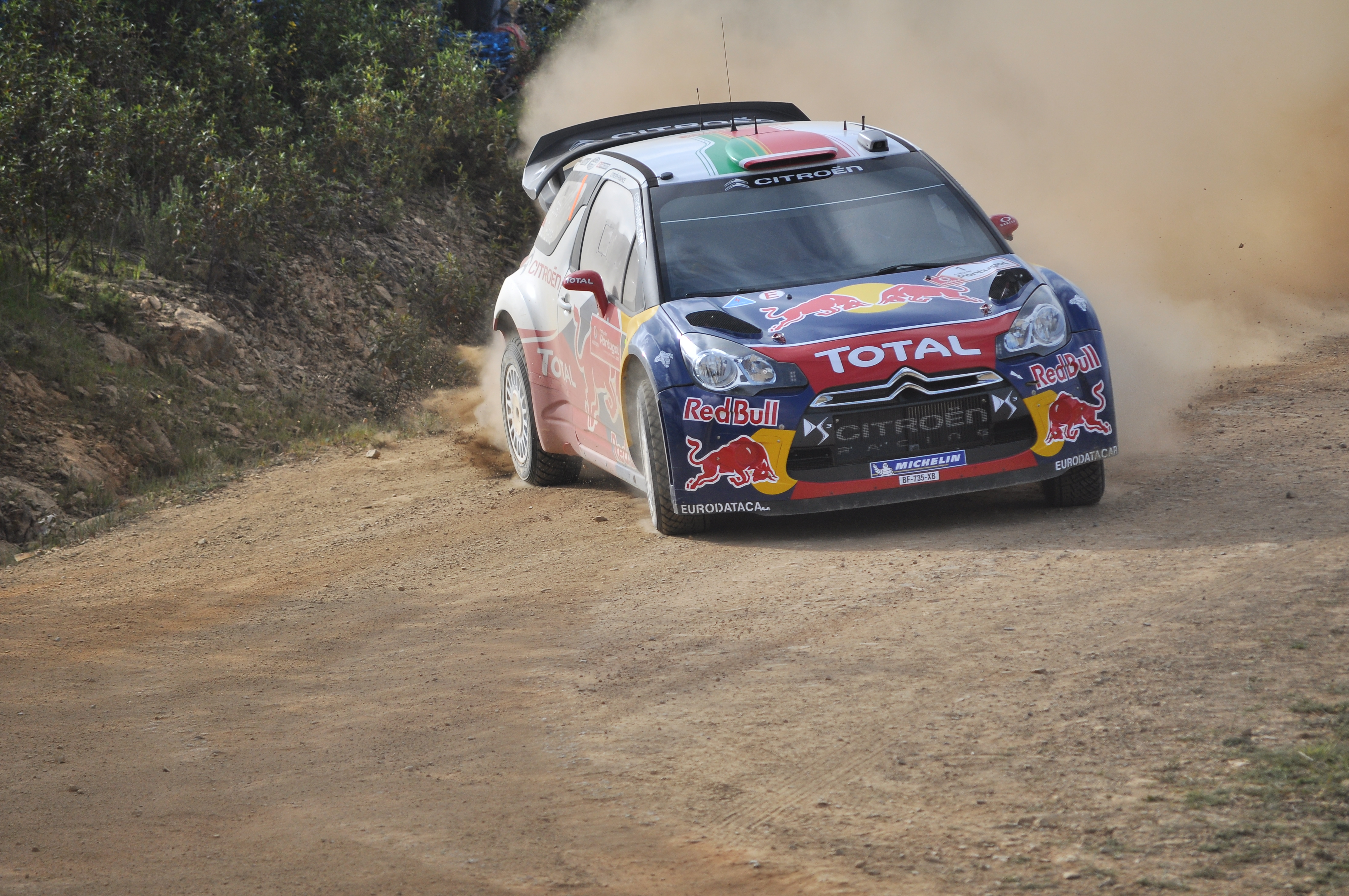
سباستین لوب در رالی پرتغال با سیتروئن دی‌اس۳ دبلیوآرسی

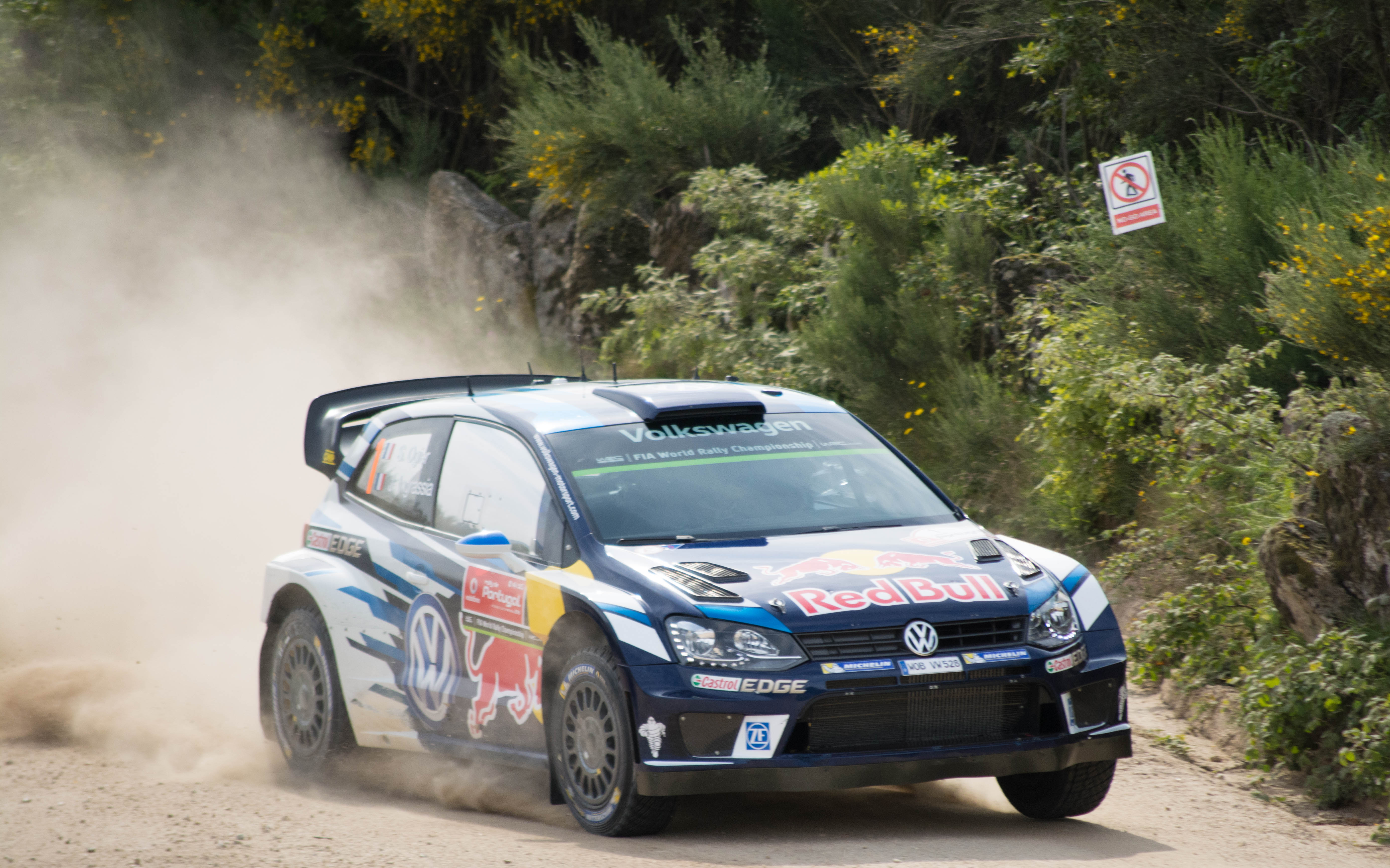
سباستین اوژیه در رالی پرتغال ۲۰۱۶ با فولکس‌واگن پولو آر دبلیوآرسی

### برندگان رالی
رانندگان و سازندگانی که در مسابقات رالی قهرمانی جهان ۲۰۲۵ شرکت کرده‌اند با حروف درشت مشخص شده‌اند.
|    | راننده          | تعداد کلی |
| -- | --------------- | --------- |
| 1  | سباستین لوب     | ۸۰        |
| 2  | سباستین اوژیه   | 61        |
| 3  | مارکوس گرونهولم | 30        |
| 4  | کارلوس ساینز    | 26        |
| 5  | کالین مک‌ری      | 25        |
| 6  | تومی مکینن      | 24        |
| 7  | یوها کانکونن    | 23        |
| 8  | تیری نوویل      | 21        |
| 8  | اوت تاناک       | 21        |
| 10 | دیدیه اورول     | 20        |

|   | ملیت     | تعداد کلی |
| - | -------- | --------- |
| 1 | فرانسه   | 208       |
| 2 | فنلاند   | 195       |
| 3 | بریتانیا | 50        |
| 4 | سوئد     | 43        |
| 5 | ایتالیا  | 30        |
| 5 | اسپانیا  | 30        |
| 7 | استونی   | 26        |
| 8 | بلژیک    | 22        |
| 9 | آلمان    | 17        |
| 9 | نروژ     | 17        |

|    | سازنده    | تعداد کلی |
| -- | --------- | --------- |
| 1  | سیتروئن   | 102       |
| 2  | فورد      | 94        |
| 3  | تویوتا    | 93        |
| 4  | لانچیا    | 73        |
| 5  | پژو       | 48        |
| 6  | سوبارو    | 47        |
| 7  | فولکس‌واگن | 44        |
| 8  | میتسوبیشی | 34        |
| 9  | هیوندای   | 32        |
| 10 | آئودی     | 24        |